# Granville South (Ohio)
Granville South es un lugar designado por el censo ubicado en el condado de Licking en el estado estadounidense de Ohio. En el Censo de 2010 tenía una población de 1410 habitantes y una densidad poblacional de 88,51 personas por km².

## Geografía
Granville South se encuentra ubicado en las coordenadas 40°3′6″N 82°32′43″O / 40.05167, -82.54528. Según la Oficina del Censo de los Estados Unidos, Granville South tiene una superficie total de 15.93 km², de la cual 15.79 km² corresponden a tierra firme y (0.89%) 0.14 km² es agua.

## Demografía
Según el censo de 2010, había 1410 personas residiendo en Granville South. La densidad de población era de 88,51 hab./km². De los 1410 habitantes, Granville South estaba compuesto por el 96.88% blancos, el 0.85% eran afroamericanos, el 0.07% eran amerindios, el 1.42% eran asiáticos, el 0% eran isleños del Pacífico, el 0.21% eran de otras razas y el 0.57% pertenecían a dos o más razas. Del total de la población el 0.92% eran hispanos o latinos de cualquier raza.